# 3.7cm Flak 36 auf Selbstfahrlafette Sd.Kfz.6/2
3.7 cm Flak 36 auf Selbstfahrlafette Sd.Kfz.6/2 là tên của một loại xe háp trắc có lắp ráp pháo phòng không lưỡng dụng 3.7 cm Flak 36 của Đức Quốc xã trong thế chiến II.

## Phát triển
Trước việc các xe háp-trắc kéo pháo của Đức Quốc xã thường xuyên bị bộ binh và xe quân sự của Liên Xô-Đồng Minh tấn công, OKH đã quyết định trang bị cho biến thể của Sd.Kfz.6/2 một khẩu pháo lưỡng dụng hạng nhẹ Flak 36 được lắp ở phía sau-nối liền với thân xe để phòng vệ bộ binh và không quân.

## Biến thế
Hiện các nhà quân sự học chưa rõ biến thế của Sd.Kfz.6/2 có phải là 3.7 cm Flak 36 auf Selbstfahrlafette Sd.Kfz.6/2 hay không?Nhiều tài liệu cho thấy 3.7 cm Flak 36 auf Selbstfahrlafette Sd.Kfz.6/2 được phát triển từ Sd.Kfz.6/2.

## Lịch sử sản xuất
3.7 cm Flak 36 auf Selbstfahrlafette Sd.Kfz.6/2 được chính thức sản xuất vào năm 1941 và kết thúc vào năm 1943 với tổng cộng 339 chiếc được sản xuất.Về sau, 3.7 cm Flak 36 auf Selbstfahrlafette Sd.Kfz.6/2 được thay thế bằng Sd.Kfz.7/2.